# Sevillana
|  | Per a la varietat d'olivera vegeu Sevillenca. |

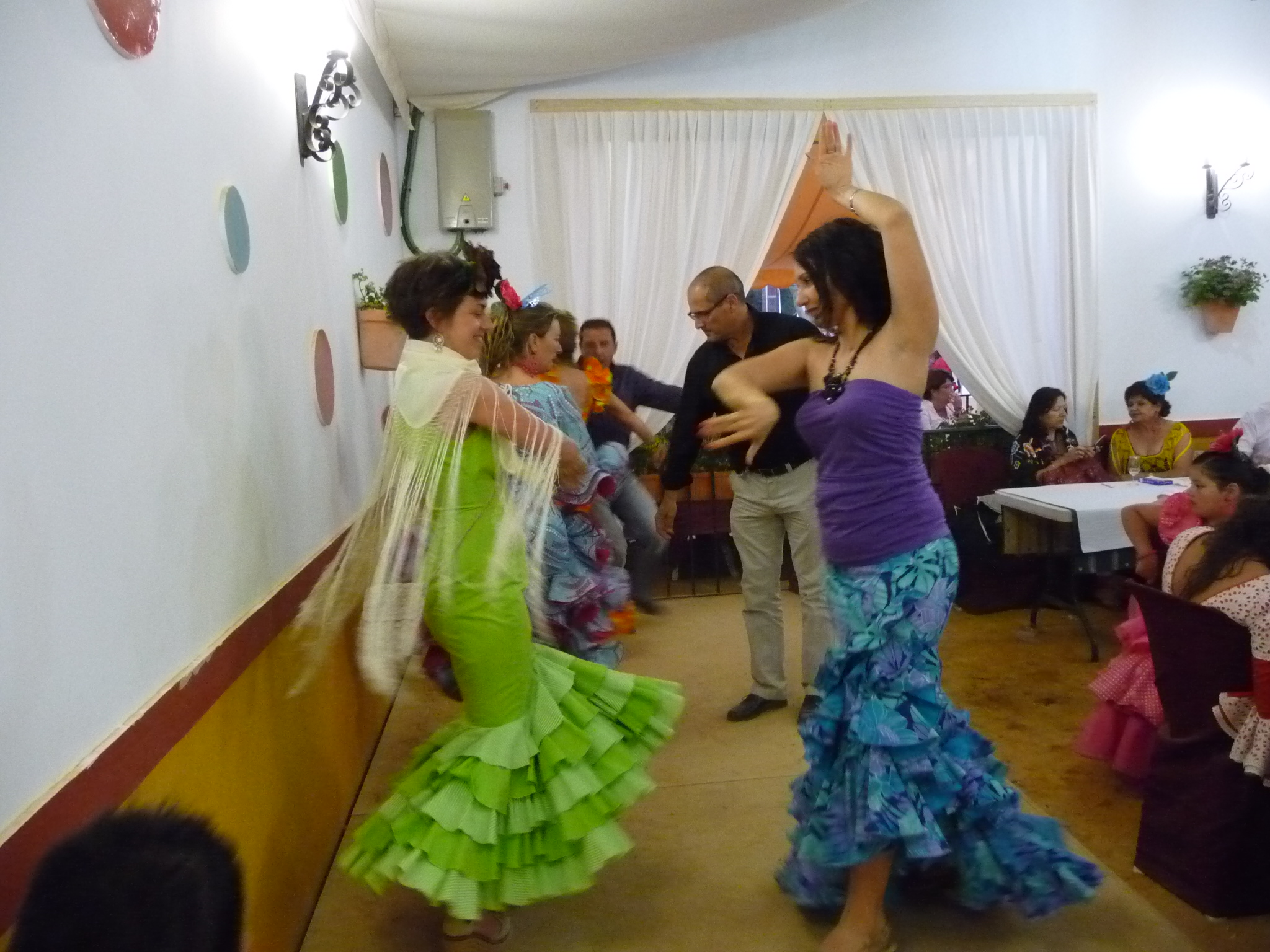
Home i dones ballant sevillanes, a Andalusia, el 2010

La sevillana és un ball tradicional i característic d'Andalusia, nascut a la ciutat de Sevilla.
Una sevillana s'estructura sempre en quatre parts; cada una d'aquestes parts va sempre acompanyada de la mateixa tornada. Té un compàs 3/4. El ball de sevillanes té un nombre repetit de passos, entre els quals trobem: les pasadas, els paseíllos, quatre careos a l'última sevillana, etc.
Alguns dels artistes més destacats d'aquest gènere han estat Los Marismeños, Cantores de Híspalis, Ecos del Rocío i Los Requiebros, entre d'altres.